# Прокуев, Анатолий Иванович
Анатолий Иванович Прокуев — советский хозяйственный, государственный и политический деятель.

## Биография
Родился в 1928 году. Член КПСС.
С 1951 года — на хозяйственной, общественной и политической работе. В 1951—1989 гг. — ответственный работник Петрозаводского горкома ВЛКСМ ответственный руководящий работник в Карельском обкоме КПСС, первый секретарь Петрозаводского городского комитета КПСС, председатель Государственного комитета Карельской АССР по телевидению и радиовещанию, председатель Центральной избирательной комиссии Карельской АССР.
Делегат XXV съезда КПСС.
Умер в Петрозаводске в 2004 году.